# Małgorzata Lubera
Małgorzata Wojdyło z d. Lubera (ur. 6 grudnia 1986 w Sulechowie) – polska siatkarka występująca na pozycji środkowej. Reprezentuje barwy Zawiszy Sulechów, którego jest wychowanką.
Od najmłodszych lat była zawodniczką Zawiszy Sulechów. Od sezonu 2005/2006 do sezonu 2006/2007 broniła barw klubu Gwardia Wrocław. Następnie wyjechała do Szwecji, grając w zespole Lindesberg Volley występującym w Elitserien – najwyższej klasie rozgrywek ligowych tego kraju. W 2009 została najlepiej atakującą i najlepiej punktującą zawodniczką Elitserien. Nie mogąc pogodzić nauki w Polsce z rozgrywkami w Szwecji wróciła do kraju. W sezonie 2009/2010 grała w I ligowym zespole EC Wybrzeże TPS Rumia, z którym awansowała do PlusLigi Kobiet. W sezonie 2010/2011 występowała w beniaminku I ligi kobiet, w drużynie KS Piecobiogaz Murowana Goślina. Od sezonu 2011/2012 jest zawodniczką w rodzimym klubie Zawisza Sulechów.
16 lipca 2011 roku wyszła za mąż za Waldemara Wojdyło.

## Kluby
- do 2005: Zawisza Sulechów
- 2005–2007: Gwardia Wrocław
- 2007–2009: Lindesberg Volley
- 2009–2010: EC Wybrzeże TPS Rumia
- 2010–2011: KS Piecobiogaz Murowana Goślina
- od 2011: Zawisza Sulechów

## Sukcesy indywidualne
- 2008/2009 – najlepiej atakująca szwedzkiej Elitserien (303 punkty)[2]
- 2008/2009 – najlepiej punktująca szwedzkiej Elitserien (355 punktów)[2]